# Caso semblativo
El caso semblativo es un caso gramatical que indica una similitud de una entidad con otra.

## Wagiman
El wagiman, una lengua indígena australiana, tiene el sufijo de caso semblativo -yiga, que es funcionalmente idéntico al sufijo del idioma inglés -like, como en el ejemplo:

Gahan mamin dup-pa ga-yu jilimakkun-yiga

Traducción literal: Ese hombre blanco sentarse-ASPECTO 3.ª sg.-estar mujer-SEMBLATIVO

«Ese hombre blanco se sienta como una mujer»

## Inglés
El inglés no tiene un caso gramatical formal sino que tiene una serie de sufijos derivados del semblativo, como -like y -esque.

Texas Man Catches Fish With Human-Like Teeth

Sin embargo, como en muchos otros idiomas, la semblatividad en inglés se marca con afijos derivativos en lugar de ser un caso flexivo.

## Inuktitut
En inuktitut este caso está presente con el siguiente sufijo "-tut"